# Mercury Tower
Mercury Tower – wielopiętrowy budynek o mieszanym przeznaczeniu znajdujący się w St. Julian’s na Malcie. Mający 122 m (400,26 ft) budynek jest najwyższy w kraju. Budynek ma 33 piętra o różnej powierzchni mieszkalno-hotelowej. Inwestycja ta jest jednym z ostatnich projektów koncepcyjnych opracowanych osobiście przez iracko-brytyjską architekt Zahę Hadid przed jej śmiercią w 2016 roku.
Najbardziej charakterystyczną cechą budynku jest skręcony obszar pomiędzy poziomami 9 i 11, który nadaje mu charakterystyczny wygląd.
Budynek wchodzi w skład kompleksu Mercury Towers by Zaha Hadid Architects składającego się, oprócz wieży, z pięciogwiazdkowego hotelu ME Malta Hotel by Meliá zlokalizowanego w 20-piętrowym budynku, zespołu apartamentów Mercury Suites oraz odrestaurowanego, zabytkowego Mercury House, który został zbudowany w 1903 roku w celu umieszczenia krajowej infrastruktury telekomunikacyjnej.

## Historia
10 listopada 2023 roku otwarto dla publiczności pierwszą fazę Mercury Tower z trzypoziomową galerią handlową i placem.